# Problema del sofá

El sofá de Hammersley tiene un área de 2,2074... Pero no es la solución más grande.

El problema del sofá, formulado por el matemático austriaco-canadiense Leo Moser en 1966, es una representación bidimensional de la dificultad en la vida real para desplazar mobiliario. Requiere calcular la forma bidimensional rígida con piernas de ancho unitario de mayor área A que se pueda desplazar a través de una zona plana en forma de L. El área A obtenida se conoce como la constante del sofá. El valor exacto de la constante del sofá es un problema abierto.

## Límites inferior y superior

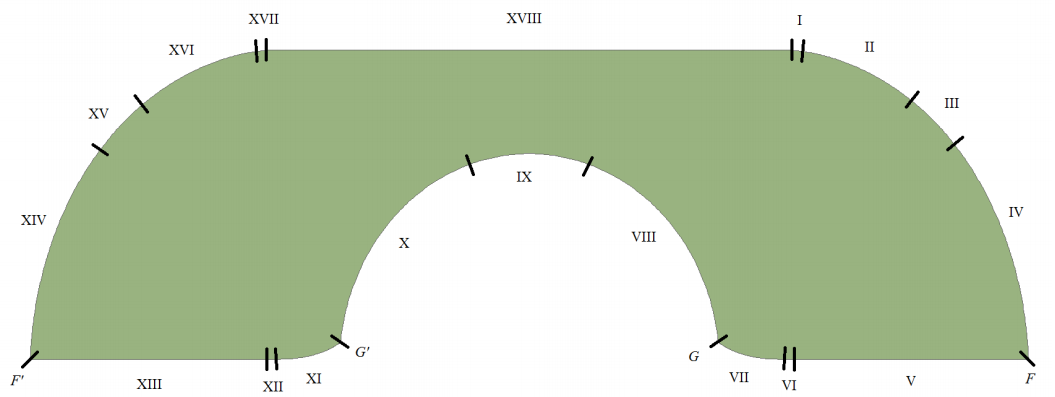
El sofá de Gerver, formado por 18 secciones curvas.

Se ha trabajado en demostrar que la constante del sofá no puede ser menor o mayor que determinados valores (límites inferior y superior). Un límite inferior es {\displaystyle \scriptstyle A\,\geq \,\pi /2\,\approx \,1,57079,} que resulta de un sofá en forma de semicírculo de radio unitario, el cual puede girar en la esquina.
John Hammersley derivó un límite inferior de {\displaystyle \scriptstyle A\,\geq \,\pi /2+2/\pi \,\approx \,2,2074} basado en un sofá en forma de teléfono fijo que consta de dos cuartos de círculo de radio unitario en ambos lados de un rectángulo de 1 por 4/π del cual se ha sacado un semicírculo de radio {\displaystyle \scriptstyle 2/\pi \,}.

En 1992, Joseph Gerver encontró un sofá compuesto por 18 secciones curvas que aumenta aún más el límite inferior para la constante del sofá de aproximadamente {\displaystyle \scriptstyle 2,2195.}
John Hammersley también encontró un límite superior para la constante del sofá, demostrando que es como máximo {\displaystyle \scriptstyle 2{\sqrt {2}}\,\approx \,2,8284.}

## Solución al problema del sofá
El 15 de junio de 2024  el matemático Jineon Baek, de la universidad de Yonsei (Seoul, Korea) comenzó su investigación sobre el problema del sofá en su doctorado, A Conditional Upper Bound for the Moving Sofa Problem, dirigido por Joonkyung Lee.
El 29 de noviembre de ese mismo año, publicó una solución definitiva al problema del sofá: Optimality of Gerver's Sofa. Este trabajo verificó la propuesta de Gerver y dejó el valor del área máxima en 2,2195 unidades.